# Boitumelo Masilo
Boitumelo Masilo (Selebi Pikwe, 5 agosto 1995) è un mezzofondista botswano.

## Biografia
Ha rappresentato il Botswana ai Giochi olimpici estivi di Rio de Janeiro 2016 negli 800 m piani, dove è stato eliminato in batteria.
Al World Athletics Relays di Chorzów 2021 disputato presso lo Stadio della Slesia, ha vinto la medaglia di bronzo nella staffetta 4×400 metri, con i connazionali Isaac Makwala, Ditiro Nzamani e Leungo Scotch.

## Palmarès
| Anno | Manifestazione          | Sede           | Evento      | Risultato  | Prestazione | Note |
| ---- | ----------------------- | -------------- | ----------- | ---------- | ----------- | ---- |
| 2015 | Giochi panafricani      | Brazzaville    | 800 m piani | 8º         | 1'52"35     |      |
| 2016 | Campionati africani     | Durban         | 800 m piani | 4º         | 1'46"16     |      |
| 2016 | Giochi olimpici         | Rio de Janeiro | 800 m piani | Batteria   | 1'48"48     |      |
| 2018 | Campionati africani     | Asaba          | 800 m piani | Batteria   | 1'49"97     |      |
| 2019 | Giochi panafricani      | Rabat          | 800 m piani | Batteria   | 1'50"89     |      |
| 2021 | World Relays            | Chorzów        | 4×400 m     | Bronzo     | 3'04"77     |      |
| 2022 | Giochi del Commonwealth | Birmingham     | 800 m piani | 8º         | 1'49"35     |      |
| 2024 | Giochi panafricani      | Accra          | 400 m piani | 4º         | 45"81       |      |
| 2024 | Giochi panafricani      | Accra          | 4x400 m     | Argento    | 2'59"32     |      |
| 2024 | Campionati africani     | Douala         | 400 m piani | Semifinale | 46"16       |      |
| 2024 | Campionati africani     | Douala         | 4x400 m     | Oro        | 3'02"23     |      |